# Вергара, Лалейн
Лалейн Вергара (англ. Lalaine Vergara, род. 3 июня 1987, Бербанк, Калифорния) — американская певица и актриса, известная одной из главных ролей в телесериале «Лиззи Магуайер», в котором она снималась с 2001 по 2004 годы. Многократная номинантка на премию «Молодой актёр».

## Ранние годы
Родилась в Бербанке, Калифорния, в семье филиппинцев. Её мать, Лилия Вергара-Парас, родом из Батангаса, а отец — из Пампанги. У неё есть трое старших братьев и сестёр. Позднее они с матерью переехали в Шерман-Окс.

## Карьера
Актёрская карьера Лалейн началась, когда она получила роль Козетты в бродвейской постановке «Отверженные». В 2000 году она получила роль Миранды Санчес в сериале «Лиззи Магуайер». Позднее Лалейн покинула сериал, чтобы работать над другими проектами. Она снималась в таких фильмах и сериалах, как «Энни», «Баффи — истребительница вампиров», «Королевское убийство», «Отличница лёгкого поведения», «Реймон и Лейн».
С 2003 года Лалейн занимается музыкой и выпустила один альбом и несколько синглов. В 2010 году она играла на бас-гитаре в группе Vanity Theft. В 2011 году её попросили покинуть группу.
В 2019 году Лалейн стала гостем в программе Christy’s Kitchen Throwback.

## Личная жизнь
Лалейн в разное время находилась в отношениях с Ричардом Стринджини из группы US5, Стивеном Колетти и Равивом Уллманом.
В июле 2007 года Лалейн был арестована и обвинена в незаконном хранении метамфетамина. Она признала себя виновной по обвинению в хранении наркотиков. Судебный ордер в размере 50 000 долларов был выдан Лалейн после того, как она не явилась на обязательное судебное заседание по её делу. Позже судья отозвал судебный ордер. Она прошла реабилитацию по решению суда в лечебном учреждении в Лонг-Бич, Калифорния. Обвинение в хранении наркотиков было снято после завершения программы.

## Фильмография
| Год       |     | Русское название                 | Оригинальное название        | Роль                          |
| --------- | --- | -------------------------------- | ---------------------------- | ----------------------------- |
| 1999      | тф  | Линия границы                    | Border Line                  | Тереза                        |
| 1999      | тф  | Энни                             | Annie                        | Кейт                          |
| 2001—2004 | с   | Лиззи Магуайер                   | Lizzie McGuire               | Миранда Санчес                |
| 2003      | тф  | Заветное желание                 | You Wish!                    | Эбби Рамирес                  |
| 2003      | с   | Баффи — истребительница вампиров | Buffy the Vampire Slayer     | Хлоя                          |
| 2004      | ф   | Земля обетованная                | Promised Land                | Норма                         |
| 2004      | ф   | —                                | Debating Robert Lee          | оппонентка Ричарда на дебатах |
| 2007      | тф  | А что думает Стиви?              | What’s Stevie Thinking?      | Миранда Санчес                |
| 2007      | ф   | Лучший удар                      | Her Best Move                | Тутти                         |
| 2009      | ф   | Королевское убийство             | Royal Kill                   | Джен                          |
| 2009—2013 | с   | —                                | Off the Clock                | Кэт / Джина                   |
| 2010      | ф   | Отличница лёгкого поведения      | Easy A                       | сплетница                     |
| 2011      | с   | —                                | Shane Dawson TV              | в роли самой себя             |
| 2012      | с   | —                                | Dream Journal                | курящая и пьющая девушка      |
| 2015      | с   | —                                | Raymond & Lane               | Лили                          |
| 2015      | кор | —                                | The Man with the Red Balloon | девушка в зелёном шаре        |
| 2020      | ф   | —                                | Definition Please            | Криста                        |

## Дискография

### Альбомы
- 2003 — Inside Story
- 2004 — Haunted (EP)

### Синглы
- 2003 — «You Wish!»
- 2005 — «Cruella De Vil»
- 2005 — «I’m Not Your Girl»

## Номинации и награды
| Награда       | Год  | Категория                                                            | Название работы | Результат |
| ------------- | ---- | -------------------------------------------------------------------- | --------------- | --------- |
| Молодой актёр | 2000 | Лучший актёрский ансамбль                                            | Энни            | Номинация |
| Молодой актёр | 2002 | Лучший актёрский ансамбль комедийного или драматического телесериала | Лиззи Магуайер  | Номинация |
| Молодой актёр | 2002 | Лучшая актриса второго плана в комедийном телесериале                | Лиззи Магуайер  | Номинация |
| Молодой актёр | 2003 | Лучший актёрский ансамбль комедийного или драматического телесериала | Лиззи Магуайер  | Номинация |